# Johann Christoph Droysen
Johann Christoph Droysen (* 1773 in Treptow a.d. Tollense; † 1816 in Treptow an der Rega) war ein deutscher Feld- und Garnisonsprediger. Er war der Vater von Johann Gustav Droysen.

## Leben
Johann Christoph Droysen war der jüngste Sohn des Schusters Christoph Droysen. Trotz der ärmlichen Lage des Vaters studierte er von 1792 bis 1794 an der Universität Halle Theologie, wurde Hauslehrer und bald darauf Feldprediger in einem Kürassier-Regiment in Treptow a.d. Rega. 1804 heiratete er Friederike Kasten, die Tochter eines Treptower Eisenkrämers.
Nach der Niederlage Preußens in der Schlacht bei Jena und Auerstedt 1806 musste er die Familie verlassen und ging mit seinem Regiment nach Kolberg. Von dort aus nahm er an mehreren kriegerischen Streifzügen teil und befreundete sich dabei mit Joachim Nettelbeck und Karl Wilhelm Ernst von Waldenfels, der nach der Erstürmung der Wolfsbergschanze tödlich verwundet in seinen Armen starb.
Nach dem Tilsiter Frieden diente Droysen im Hauptquartier Blüchers und kam als Garnisonsprediger nach Treptow zurück. Er musste zusätzlich Privatunterricht geben, um seine Familie versorgen zu können. In dieser Zeit stellte sich bei ihm Bluthusten ein. 
1812 konnte er das Diakonat in Greifenhagen übernehmen. 1814 ging Droysen als Superintendent und Erster Pastor wieder nach Treptow, starb jedoch schon knapp zwei Jahre später.